# Udo von Woyrsch
Udo Gustav Wilhelm Egon von Woyrsch (Zwanowice, 24 luglio 1895 – Biberach an der Riß, 14 gennaio 1983) è stato un generale tedesco, alto funzionario delle SS nella Germania nazista, partecipò all'attuazione delle politiche razziali del regime durante la seconda guerra mondiale.

## Biografia

### Prima guerra mondiale
Dall'inizio del 1914 al 9 febbraio 1919, Woyrsch prestò servizio nell'esercito tedesco come ufficiale durante la prima guerra mondiale. Dal 10 febbraio 1919 al 23 agosto 1920 fu associato a un'organizzazione chiamata Grenzschutz. Fu insignito della Croce di Ferro di prima classe.

### Carriera nella Germania nazista
Secondo lo storico Richard Grunberger, Woyrsch fu membro dei Freikorps negli anni '20. In seguito, Woyrsch si unì all'NSDAP, numero 162349, e alle SS, numero 3689. Himmler lo incaricò di organizzare le SS nel Gau nazista di Slesia e come tale Woyrsch divenne il primo comandante del SS-Oberabschnitt Südost.
Nel 1933, Woyrsch fu eletto al Reichstag. Fu a capo delle SS e della polizia nell'Elba, e nel 1934 Woyrsch partecipò alla Notte dei lunghi coltelli, ordinando l'esecuzione di Emil Sembach, suo rivale all'interno delle SS. Il 30 giugno 1934, "prese il comando in Slesia e, per ordine di Göring, arrestò un certo numero di capi delle SA, disarmò tutte le guardie del quartier generale delle SA e occupò il quartier generale della polizia di Breslavia. Gli uomini di Woyrsch giustiziarono alcuni degli ufficiali delle SA come risultato di una faida privata in corso".
Woyrsch tenne una stretta amicizia con Heinrich Himmler e Reinhard Heydrich e fece parte dello staff personale di Himmler. Il 1º gennaio 1935 fu promosso SS-Obergruppenführer, all'epoca il secondo grado più alto delle SS.

### Einsatzgruppe
Nel settembre 1939, Woyrsch comandò l'Einsatzgruppe VII: in questa veste fu responsabile di alcuni dei più efferati massacri di ebrei in Polonia nel 1939, precisamente nell'Alta Slesia orientale, dove guidò il gruppo che uccise 500 ebrei a Kattowitz, Będzin e Sosnowiec. La brutalità dell'Einsatzgruppe a Kattowitz fu tale che alcuni ufficiali della Wehrmacht intercessero presso la Gestapo per farlo ritirare, nel contempo molti comandanti militari minori hanno attivamente sostenuto la campagna di Woyrsch.
Tra il 20 aprile 1940 e il febbraio 1944, Woyrsch fu il capo delle SS e della polizia nel distretto militare IV e capo del distretto a Dresda. Woyrsch fu rimosso dall'incarico nel 1944 per incompetenza. Secondo Richard Grunberger, Woyrsch fece parte dell'entourage di Himmler che seguì la Germania settentrionale nel 1945.

## Processi e condanne
Woyrsch fu internato dagli inglesi dal 1945 al 1948. Nel 1948 fu condannato a 20 anni di prigione per il suo ruolo nella "Notte dei lunghi coltelli" nel 1934 e poi rilasciato nel 1952. Fu nuovamente processato nel 1957 e condannato a 10 anni di reclusione.